# Xanthoconalia
Xanthoconalia là một chi bọ cánh cứng trong họ Mordellidae.
Chi này được miêu tả khoa học năm 1942 bởi Franciscolo.

## Các loài
Chi này gồm các loài:
- Xanthoconalia patrizii Franciscolo, 1942
- Xanthoconalia timossii Franciscolo, 1942